# John Kyndbøl
John Kyndbøl (Odense, 14 novembre 1941 – Odense, 6 febbraio 2017) è stato un dirigente sportivo e calciatore danese, di ruolo centrocampista.

## Biografia
Kyndbøl era il padre di Freja Cohrt, giocatrice nella nazionale danese di pallamano.

## Caratteristiche tecniche
Era dotato di buona tecnica e per il suo ex-allenatore all'Odense Richard Møller Nielsen, se Kyndbøl fosse dimagrito di qualche chilo avrebbe potuto entrare nel giro della nazionale danese.

## Carriera

### Calciatore

#### Club
Ha iniziato la carriera nell'Odense e nell'Aarup. Con l'Odense ottiene la promozione in massima serie grazie al secondo posto ottenuto nella 2. Division 1966, alle spalle dei campioni del Horsens. Nella 1. division 1967 con la sua squadra ottiene il nono posto finale.
Nel 1968 si trasferisce in America, ingaggiato dagli statunitensi del Washington Whips, con cui disputa la prima edizione della North American Soccer League. Durante la stagione Kyndbøl lascia il club capitolino per giocare con i Boston Beacons, chiudendo la stagione al quinto ed ultimo posto della Atlantic Division.
Terminata l'esperienza americana, torna in patria all'Odense.

#### Nazionale
Kyndbøl ha giocato nel 1965 due incontri con la nazionale B danese.

### Dirigente sportivo
Lasciato il calcio giocato, diviene presidente del B 1909.